# Atemptats de Dublín i Monaghan
Els atemptats de Dublín i Monaghan del 17 de maig de 1974 van ser una sèrie de bombes coordinades a Dublín i Monaghan, a la República d'Irlanda. Tres bombes van explotar a Dublín durant l'hora punta del vespre i una quarta va explotar a Monaghan gairebé noranta minuts després. Van matar 33 civils i en van ferir 300. Els atemptats van ser l'atac més letal del conflicte nord-irlandès i la història de la República. La Força Voluntària de l'Ulster (UVF), un grup paramilitar lleialista d'Irlanda del Nord, va reclamar l'autoria dels atemptats l'any 1993, però al llarg dels anys s'han presentat constants denúncies de connivència entre els autors materials i els serveis de seguretat i intel·ligència britànics. Mai s'ha detingut o acusat formalment a ningú pels atemptats, que han estat qualificats pel Comitè de Justícia del Parlament irlandès com un acte de terrorisme internacional, amb al·legacions que implicarien a les forces de seguretat britàniques.

## Explosions

### Dublín
Cap a les 17:30 del divendres 17 de maig de 1974, sense previ avís, tres cotxes bomba van explotar al centre de Dublín al carrer Parnell, Talbot i South Leinster Street en hora punta. Tots els carrers circulaven de l'est a l'oest des de vies transitades fins a estacions ferroviàries. En aquells moments hi havia una vaga d'autobusos a Dublín, cosa que significava que hi havia més gent al carrer de l'habitual. Segons un dels principals oficials de desactivació de bombes de l'exèrcit irlandès, el comandant Patrick Trears, les bombes van ser construïdes tan bé que el 100% de cada bomba va explotar després de la detonació. Vint-i-tres persones van morir en aquestes explosions, i altres tres van morir a causa de les seves ferides durant els dies i setmanes següents. Molts dels morts eren funcionàries originàries de poblacions rurals. Va morir tota una família del centre de Dublín. Dues de les víctimes eren estrangeres: un home italià i una jueva francesa la família de la qual havia sobreviscut a l'Holocaust.

#### Primera bomba
El primer dels tres cotxes bomba de Dublín va esclatar cap a les 17:28 al carrer Parnell, prop de la intersecció amb el carrer Marlborough. Estava aparcat davant del pub Welcome Inn i el supermercat Barry al 93 i 91 del carrer Parnell, respectivament, i prop de benzineres. Van esclatar les façanes de les botigues, es van destruir els cotxes i va sortir gent projectada en totes direccions. Un supervivent va descriure "una gran bola de foc que venia cap a nosaltres, com un gran bolet nuclear que enfonsava tot el que es trobava al seu pas". El cotxe bomba era un Hillman Avenger de color verd metàl·lic del 1970, amb número de registre DIA 4063. Havia estat orientat cap al carrer O'Connell, la principal via de Dublín. Aquest cotxe, com els altres dos cotxes bomba, tenia les matrícules originals. Aquell matí havia estat robat a Belfast.
Deu persones van morir en aquesta explosió, incloses dues nenes i els seus pares, i un veterà de la Primera Guerra Mundial. Molts altres, incloent un jove treballador d'una benzinera, van resultar greument ferits.

#### Segona bomba
El segon cotxe bomba de Dublín va esclatar cap a les 17:30 al carrer Talbot, prop de la intersecció amb el carrer Lower Gardiner. Talbot Street era la ruta principal des del centre de la ciutat fins a l'estació de Connolly, una de les principals estacions de Ford Escort blau metàl·lic, amb matrícula 1385 WZ. Havia estat robat aquell matí a la zona dels molls de Belfast. L'explosió va danyar edificis i vehicles a banda i banda del carrer. Les persones van patir greus cremades i van ser colpejades per metralls, vidres volants i runa; alguns van ser llançats pels aparadors de les botigues.
Dotze persones van morir directament, i altres dues van morir durant els dies i setmanes següents. Tretze de les catorze víctimes eren dones, inclosa una que estava embarassada de nou mesos. Una jove que estava al costat del cotxe bomba va ser decapitada. Diversos ferits van perdre les extremitats i un home va ser empalat per l'abdomen per una barra de ferro. Diversos cossos van estar al carrer durant mitja hora mentre les ambulàncies maldaven per arribar-hi netre els embussos. [15] Els cossos de les víctimes van ser coberts amb diaris fins que van ser retirats.

#### Tercera bomba
La tercera bomba va esclatar cap a les 17:32 al carrer South Leinster, prop de les baranes del Trinity College i no gaire lluny de Leinster House, la seu de l'Oireachtas. Dues dones van morir directament; havien estat molt a prop de l'epicentre de l'explosió. El cotxe bomba era un Austin 1800 blau amb número de registre HOI 2487; com el cotxe del carrer Parnell, havia estat robat a aquell mateix matí, a una companyia de taxis de Belfast Els estudiants d'odontologia del Trinity College es van desplaçar al lloc dels fets per atendre els ferits.

### Monaghan
Quasi noranta minuts després, cap a les 18:58, un quart cotxe bomba va explotar al centre de la ciutat de Monaghan, just al sud de la frontera amb Irlanda del Nord. Havia estat aparcat a l'exterior del pub Greacen, de propietat protestant, a North Road. El cotxe era un Hillman Minx del 1966 de color verd, de matrícula de 6583 OZ; havia estat robat d'un aparcament de Portadown diverses hores abans. Com a Dublín, no s'havia donat cap avís. Aquesta bomba va matar a cinc persones i dues altres van morir les setmanes següents. Hi ha proves que el cotxe bomba estava estacionat cinc minuts abans de l'explosió. El lloc de la bomba, que es trobava a uns 270–370 m de lla comissaria de la Garda, va ser acordonat des de les 19:00 del 17 de maig fins a les 14:30 del 19 de maig, moment en què l'examen de la zona s'havia completat. L'anàlisi forense dels fragments metàl·lics extrets del lloc va suggerir que la bomba havia estat en un barril de cervesa o contenidor similar. S'ha suggerit que l'atemptat de Monaghan va ser un "atac de suport" per allunyar la seguretat de la frontera i ajudar així als atacants de Dublín a tornar a Irlanda del Nord.

## Conseqüències
Després de les explosions els transeünts es van afanyar a ajudar els ferits, i el personal d'atenció d'emergència es va desplaçar al lloc als pocs minuts, mentre hospitals de Dublín es preparaven per rebre els ferits. No obstant això, les operacions de rescat a Dublín es van veure obstaculitzades pel trànsit intens a causa de la vaga d'autobusos. Sentint que l'ajuda no arribava prou ràpid, molts van aixecar els morts i ferits, els van embolicar amb abrics i els van introduir en cotxes per portar-los a l'hospital més proper. Els cotxes de la Garda Síochána van escortar cirurgians pels carrers concorreguts per atendre els ferits. Moltes persones, en assabentar-se del que havia passat, van anar de seguida a donar sang.
Paddy Doyle, de Finglas, que va perdre la seva filla, gendre i dues netes a l'explosió del carrer Parnell, va descriure l'escena a la morgue de Dublín com si fos com un “escorxador”, amb treballadors que “ajuntaven els braços i les cames per formar un cos ".
A les 18:00, després de retirar tots els morts i ferits, els agents de la Garda van acordonar les ubicaions de les tres explosions de Dublín. Quinze minuts abans, a les 17:45, es va donar l'ordre de formar "cordons nacionals", per aturar els terroristes que fugien. Els oficials de la Garda van ser enviats a l'estació de Connolly, l'estació d'autobusos (Busáras), l'aeroport de Dublín, el port de transbordadors de cotxes B&I i el vaixell-correu a Dún Laoghaire. A les 18:28, el tren Dublín-Belfast va ser aturat a Dundalk i fou registrat per un equip de 18 Gardaí dirigit per un inspector. Durant la nit del 17 de maig, Gardaí de la secció de Balística, fotografia, mapes i empremtes dactilars va visitar els tres llocs de bombes a Dublín i va examinar les proves.
A conseqüència dels atemptats, la República d'Irlanda va anunciar la reirada de les seves tropes que estavaen desplegades com a Forces d'Emergència de l'ONU a l'Orient Mitjà, a fi de donar resposta la situació creada a Irlanda. Fins al cap de 4 anys l'exèrcit irlandès no va tornar a participar en missions internacionals.

## Reaccions
A Irlanda del Nord, Sammy Smyth, aleshores responsable de premsa de l'Ulster Defence Association (UDA) i del Comitè de vaga de l'Ulster Workers ’Council (UWC), va declarar:" Estic molt content de les bombes a Dublín. Hi ha una guerra amb el Free State i ara ens en riem". [21] Tanmateix, ni l' UDA ni l'UVF van admetre la seva responsabilitat. Un "capità Craig" va trucar a l'Irish News i a l'Irish Times, reclamant la responsabilitat dels atemptats en nom de la "Red Hand Brigade", que es creu va ser un nom encobert.
Els atemptats van ser condemnats pels governs irlandès i britànic, i el govern irlandès va prometre perseguir els responsables. No obstant això, hi ha hagut queixes de les famílies de les víctimes i d'altres sobre la reacció del govern irlandès. El govern del Fine Gael i el Partit Laborista es va negar a celebrar un dia de dol nacional perquè, segons un portaveu de l'Oficina d'Informació del Govern, "més de 1.000 persones han mort en els Troubles". L'anterior govern havia celebrat un dia nacional de dol pels morts en els trets del Diumenge Sagnant a Irlanda del Nord. També es va prendre la decisió de no enarborar la bandera nacional a mitja asta, però es va invertir ràpidament.
A Leinster House, a uns 300 metres del lloc de l'explosió de South Leinster Street, els líders polítics van parlar dels atemptats a la següent sessió de Dáil Éireann, la cambra baixa irlandesa. Les declaracions dels ministres governamentals semblaven suggerir que les bombes eren un resultat inevitable de la campanya de l'IRA. El Taoiseach Liam Cosgrave, del Fine Gael, va mostrar la seva condemna i va afegir:
| « | La sang de les víctimes innocents de l'ultratge de divendres passat —i la de les víctimes d'ulratges similars al nord i a Anglaterra— és de les mans de tots els homes que han disparat una pistola o han llançat una bomba en favor de la present campanya de violència a aquestes illes, tan clarament com les que van aparcar els cotxes i van carregar les bombes divendres passat. En els nostres temps, la violència no es pot contenir en compartiments ordenats i justificar-se en un cas, però no en un altre. | » |

El líder de l'oposició Jack Lynch, del Fianna Fáil, declarà estar "malalt" pels fets "cruels" i també va ampliar la qüestió de la culpa: 
| « | Totes les persones i totes les organitzacions que van participar en la campanya d'atemptats i violències que van matar i mutilar persones i van destruir béns a Belfast, Derry o qualsevol altra part del nostre país i, de fet, a Gran Bretanya durant els darrers cinc anys, comparteixen la culpa i la vergonya dels assassins que realment van col·locar aquestes bombes als carrers de Dublín i Monaghan el divendres passat. | » |

En notes secretes, l'aleshores ambaixador britànic a la República d'Irlanda, Arthur Galsworthy, va assenyalar les reaccions a Dublín immediatament després dels atemptats. Va dir que les bombes havien endurit les actituds contra l'IRA:
| « | No hi ha indicis de cap reacció general contra els protestants del nord ... L'intent previsible de l'IRA de culpara als britànics (agents britànics, SAS, etc.) no ha donat cap avanç. ... És només que el Sud ha experimentat violència que està reaccionant de la manera que el Nord ha buscat durant tant de temps. ... seria ... un error psicològic que féssim una reflexió sobre aquest tema ... Crec que els irlandesos ho han assumit. | » |

## Campanya dels familiars de les víctimes
El 1996, familiars de les víctimes dels atemptats (coneguts com a Justice for the Forgotten, Justícia per als Oblidats) van iniciar una campanya per a demanar una investigació pública. Davant l'absència de cap processat pels atemptats, el grup criticà "el silenci oficial sobre els esdeveniments mantingut fins a principis de la dècada de 1990". L'organització va qüetionar la complicitat de les forces estatals britàniques a Irlanda del Nord en els atemptats, les accions de l'estat irlandès en la persecució dels responsables, així com la integritat de les investigacions de la RUC i la Garda.

## En la cultura popular
La cançó "Raised by Wolves" d'U2, inclosa en el seu disc Songs of Innocence del 2014, fa referència a la bomba de Talbot Street. Les notes del disc fan referència a un amic de la infància del vocalista Bono, que va ser testimoni de les conseqüències dels atemptats: "l'escena mai no el va deixar" i va lluitar contra l'addicció. Durant la gira Innocence + Experience de 2015 d'U2, el grup va demanar justícia a les 33 víctimes oblidades entre les cançons "Sunday Bloody Sunday" i "Raised by Wolves", amb un vídeo animat d'un cotxe similar al de la primera bomba, acompanyat per notícies de la ràdio del dia, així com un discurs d'Ian Paisley. L'any 2019 el també membre d'U2 Larry Mullen, Jr. va fer una ofrena floral al memorial per a les víctimes dels atemptats, donant suport a la petició de les famílies i supervivents per a fer públics tots els documents oficials relacionats amb els fets.
Les conseqüències dels atemptats també es retraten a la novel·la de Roddy Doyle The Dead Republic (2010).